# Великі Нолі
Великі Нолі́ (рос. Большие Ноли, марій. Кугу Нольо) — присілок у складі Марі-Турецького району Марій Ел, Росія. Входить до складу Марі-Біляморського сільського поселення.

## Населення
Населення — 242 особи (2010; 217 у 2002).
Національний склад (станом на 2002 рік):
- лучні марійці — 83 %